# Rückwärtiges Armeegebiet
Als Rückwärtiges Armeegebiet wurde im Deutsch-Sowjetischen Krieg das besetzte feindliche Gebiet bezeichnet, welches unter der Verwaltung des Kommandanten rückwärtiges Armeegebiet (Korück) bei den jeweiligen Armeeoberkommandos stand. Im Operationsgebiet einer Armee lag die Vollziehende Gewalt beim Oberbefehlshaber der Armee. Es wurde aufgeteilt in „Gefechtsgebiet“ und „Rückwärtiges Armeegebiet“. Das Gefechtsgebiet war beschränkt auf den Bereich der am Gegner befindlichen Divisionen und Armeekorps. In ihm oblag die vollziehende Gewalt den kommandierenden Generalen. Das Rückwärtige Armeegebiet reichte bis zu der Grenze des unter Verwaltung der Heeresgruppen stehenden rückwärtigen Heeresgebietes oder des der Kriegsverwaltung unterstellten besetzten Gebiets bzw. des Heimatkriegsgebietes.
Im Zuge der wirtschaftlichen Ausbeutung der besetzten Gebiete beteiligte sich die deutsche Wehrmacht an zahlreichen Verstößen gegen das Kriegsvölkerrecht und an Kriegsverbrechen, etwa durch die Verschleppung von Zwangsarbeitern oder durch „Partisanenbekämpfung“, u. a. gegen die jüdische Zivilbevölkerung, die entweder in Arbeitslager verschleppt oder an Ort und Stelle ermordet wurde.